# Ajn al-Auda
Ajn al-Auda (arab. عين العوداة, fr. Ain El Aouda) – miasto w Maroku, w regionie Rabat-Sala-Al-Kunajtira. W 2014 roku liczyło ok. 49,8 tys. mieszkańców.